# Caves
Caves (okzitanisch Las Cavas) ist eine französische Gemeinde mit 879 Einwohnern (Stand 1. Januar 2022) im Département Aude in der Region Okzitanien. Caves ist Teil des Gemeindeverbands Le Grand Narbonne und liegt in der Landschaft Corbières maritimes.
Die Einwohner der Gemeinde heißen Cavois.
Ein Teil der landwirtschaftlichen Flächen dient dem Weinbau und die Weinberge liegen innerhalb der geschützten Herkunftsbezeichnungen Corbières, Fitou, Rivesaltes und Muscat de Rivesaltes. Darüber hinaus dürfen die Weine unter dem Namen der Landweine Vin de Pays des Coteaux du Littoral Audois sowie Vin de Pays d’Oc vermarktet werden.
Die Gemeinde liegt im Regionalen Naturpark Narbonnaise en Méditerranée.

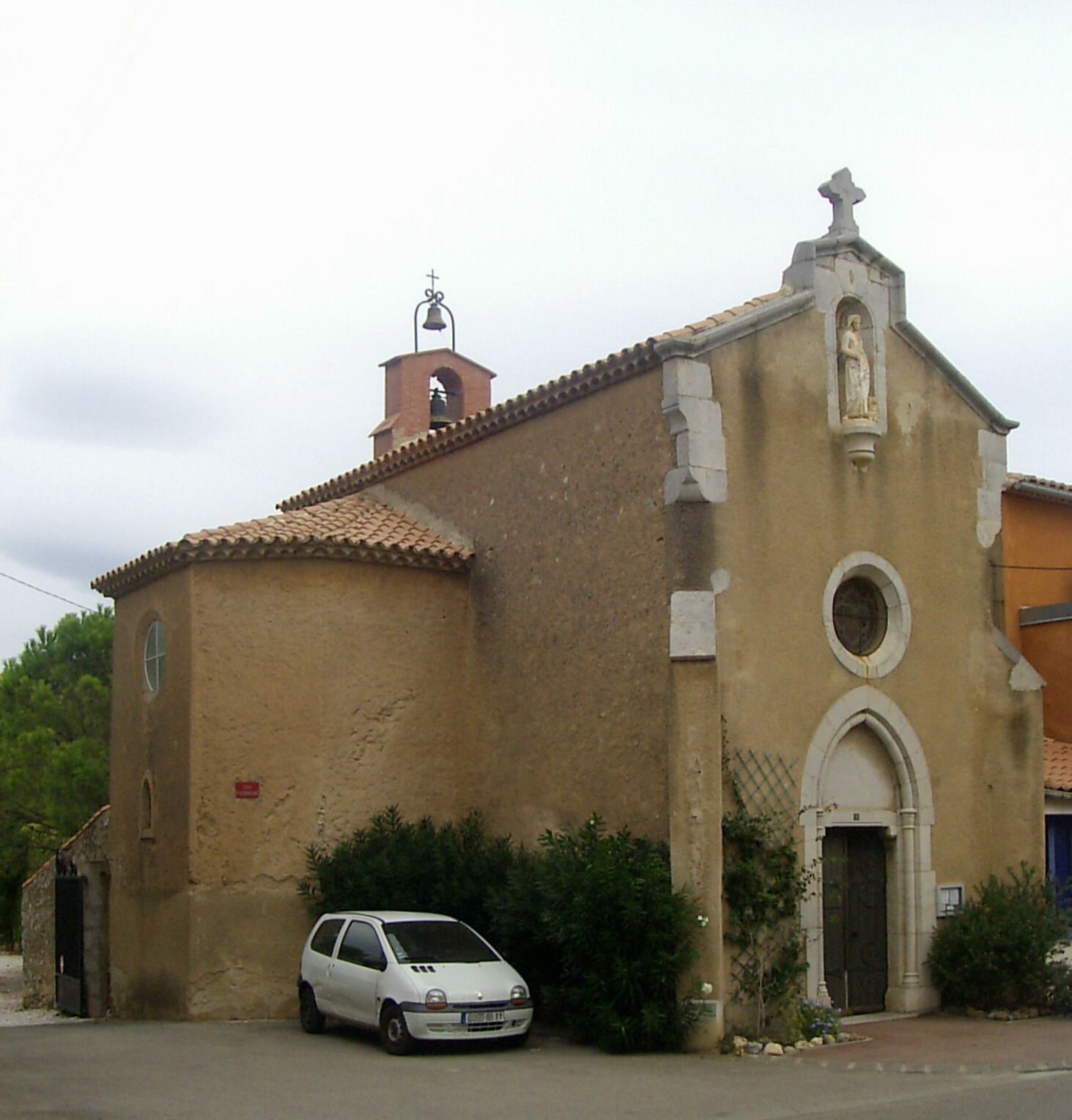
Kirche Sainte-Germaine
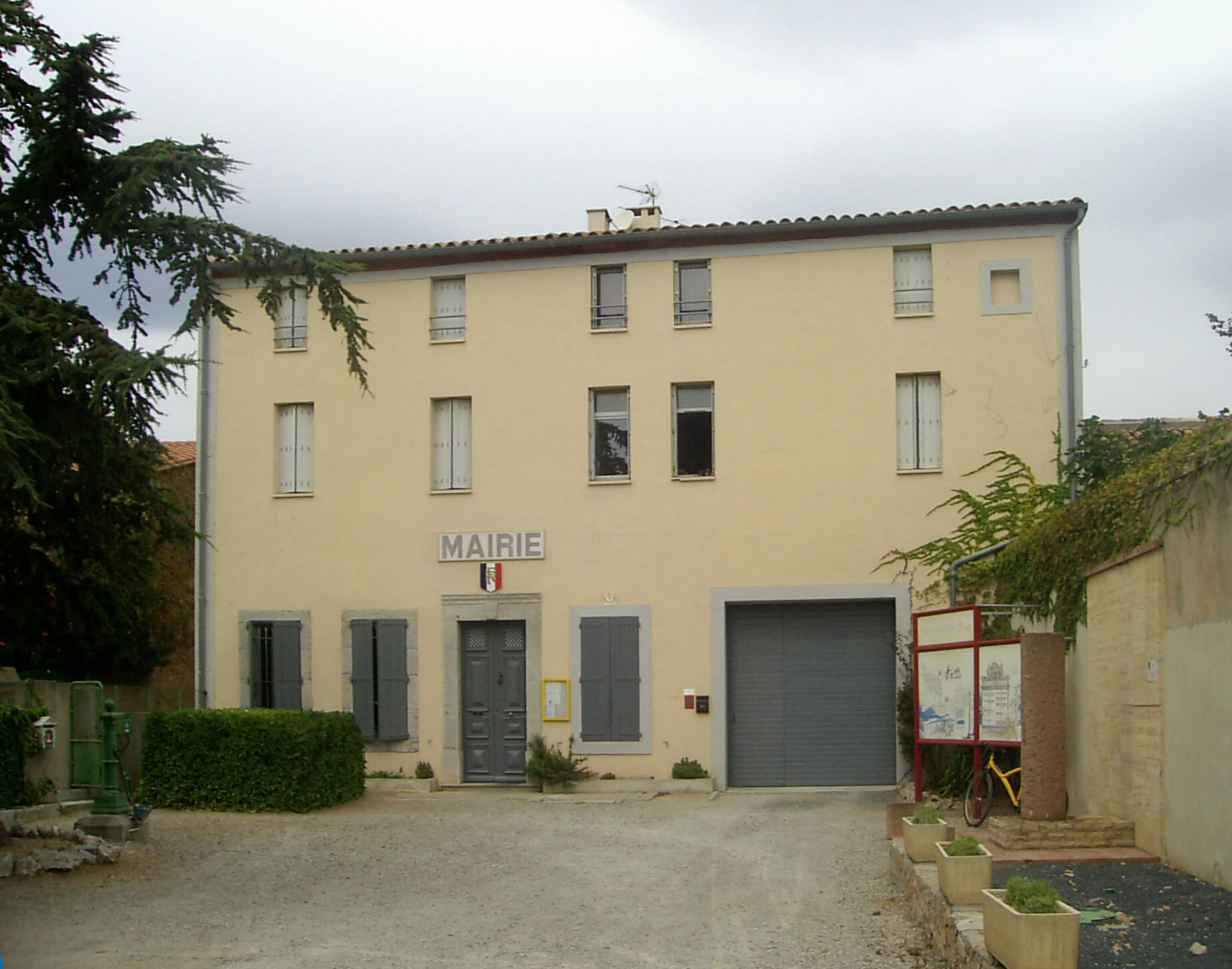
Mairie

## Bevölkerungsentwicklung
| Jahr      | 1962 | 1968 | 1975 | 1982 | 1990 | 1999 | 2007 | 2016 |
| Einwohner | 242  | 252  | 231  | 228  | 280  | 357  | 558  | 858  |